# 項鈳
項鈳（1529年—？），字秉容，浙江嘉興府嘉善縣人，民籍，明朝政治人物。

## 生平
嘉靖三十四年（1555年）乙卯科浙江鄉試第八名舉人，四十一年（1562年）中式壬戌科會試第八名，二甲第二名進士。

## 家族
曾祖項衡，贈資善大夫、都察院左都御史；祖父項忠，兵部尚書，贈太子太保；父項繼，母盛氏。具慶下。從兄項鏞（指揮同知）、項鎧（序班）、項鏜（千戶）、項鎮（監生）、項錫（南京光祿寺卿）、項鏵、項金、項銀、項鋒、項鑌。